# ダートマス大学
ダートマス大学（英語: Dartmouth College）は、アメリカ合衆国ニューハンプシャー州ハノーバー町に本部を置くアメリカ合衆国の私立大学。1769年創立、1769年大学設置。

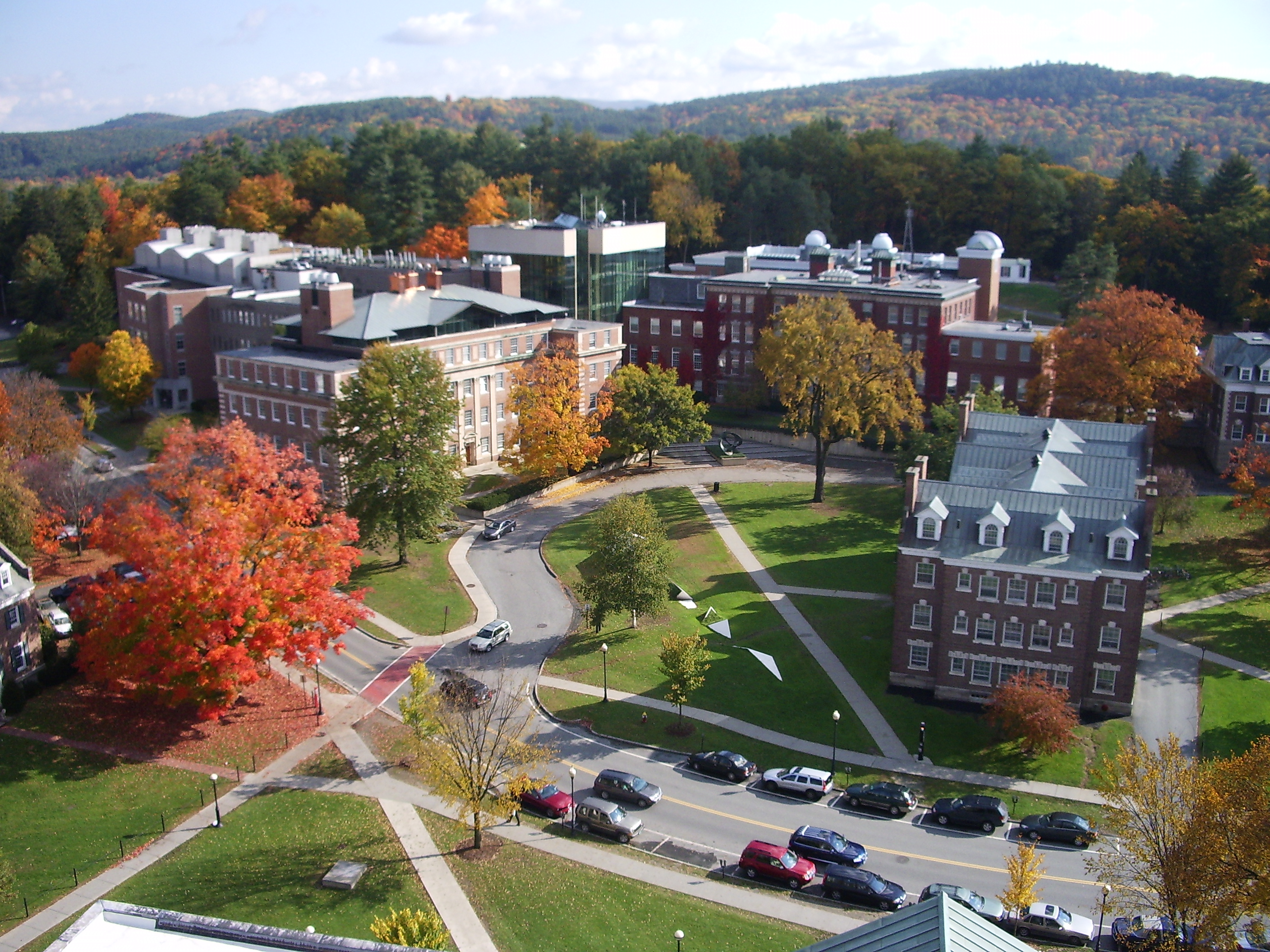
キャンパス風景

アイビー・リーグ8校の中では学生数が6000人弱ともっとも小規模だが、伝統的なリベラル・アーツ教育を重視する名門校として知られ、とくに経営大学院（通称Tuck）が名高い。また広大なキャンパスに加えて2万7000エーカー（約1万ヘクタール強）の土地と森林を所有しており、林業など環境保護研究では米国内でも重要な地位を占めている。
ダートマス大学は、170名のアメリカ合衆国連邦議会議員、3人のノーベル賞受賞者、13人のピューリッツァー賞受賞者、10人の億万長者（資産10億ドル）を輩出している。
2024年時点の学部合格率は5.3％、1年間の学費（教材費・生活費など含まず）は約6万5000ドル（約1千万円）と発表されている。

## 概要
ダートマス大学は、アメリカ先住民（ネイティブ・アメリカン）のキリスト教化を主たる目的として、宣教師 サムソン・オッカムらの出資をもとに1769年にエリエザー・ウィーロックを代表として議会が創立した。校訓である Vox Clamantis in Deserto（荒野で呼ばわる者の声）は、この設立経緯を示しているとされる。
「カレッジ（学部課程の大学）」の名称をとっているが、教養学部・人文科学部に加え、タック経営大学院、ガイゼル医学部、セイヤー工学部、グアリーニ高等研究大学院（Guarini School of Graduate and Advanced Studies）の4つの大学院を持つ。
2005年、コンサルティング会社ブーズ・アレン・ハミルトンは、存続を脅かす幾つもの危機（最も著名な例は「ダートマス大学評議会 対 ウッドワード事件」）を乗り越えてきた業績を称えて、当校を「世界における不朽の10大教育機関」の一つとして選出した。ダニエル・ウェブスターを初めとする卒業生の多年におよぶ寄付とその運用を通じて、ダートマスの大学基金額は、2018年会計年度時点では55億ドルに達するる。
他のアイビー・リーグの大学と比較すると、以下の点がダートマス大学の特徴とされる。
- 大学生（学士課程）約4,400人、大学院生（修士・博士課程）約2,100人
- U.S.News&World Reportによる2021年のランキングでは、学士課程（大学生）の分野で全米13位の評価を得た
- 学部教育の分野ではU.S.News&World Reportにおいて2009から2013まで5年連続で1位を獲得した[8]
- 上記の特徴を持ちながら、研究大学としても高い評価を得ている[9]
- en:Forbesによる全米650の大学ランキングでは総合、研究大学としてともに10位を獲得した[10]
- 医学部のGeisel School of Medicine at Dartmouthは、全米4番目に古い歴史を持つ伝統校である（1797年）
- 工学系大学院のThayer School of Engineering at Dartmouthは1867年に設立された

### 組織
- 運営組織 - ダートマス大学評議会
24人の選挙による評議員及び理事長とニューハンプシャー州知事で構成される。
- 大学理事長 - ジェームス・ライト（歴史学者）
- 寄付金 - 約55億ドル[11]

### 2019年時点の学生および教員の人数
- 学部生 - 4,459名[12]
- 大学院生 - 2,149名[13]
- 教員 - 943名[14]

## 歴史

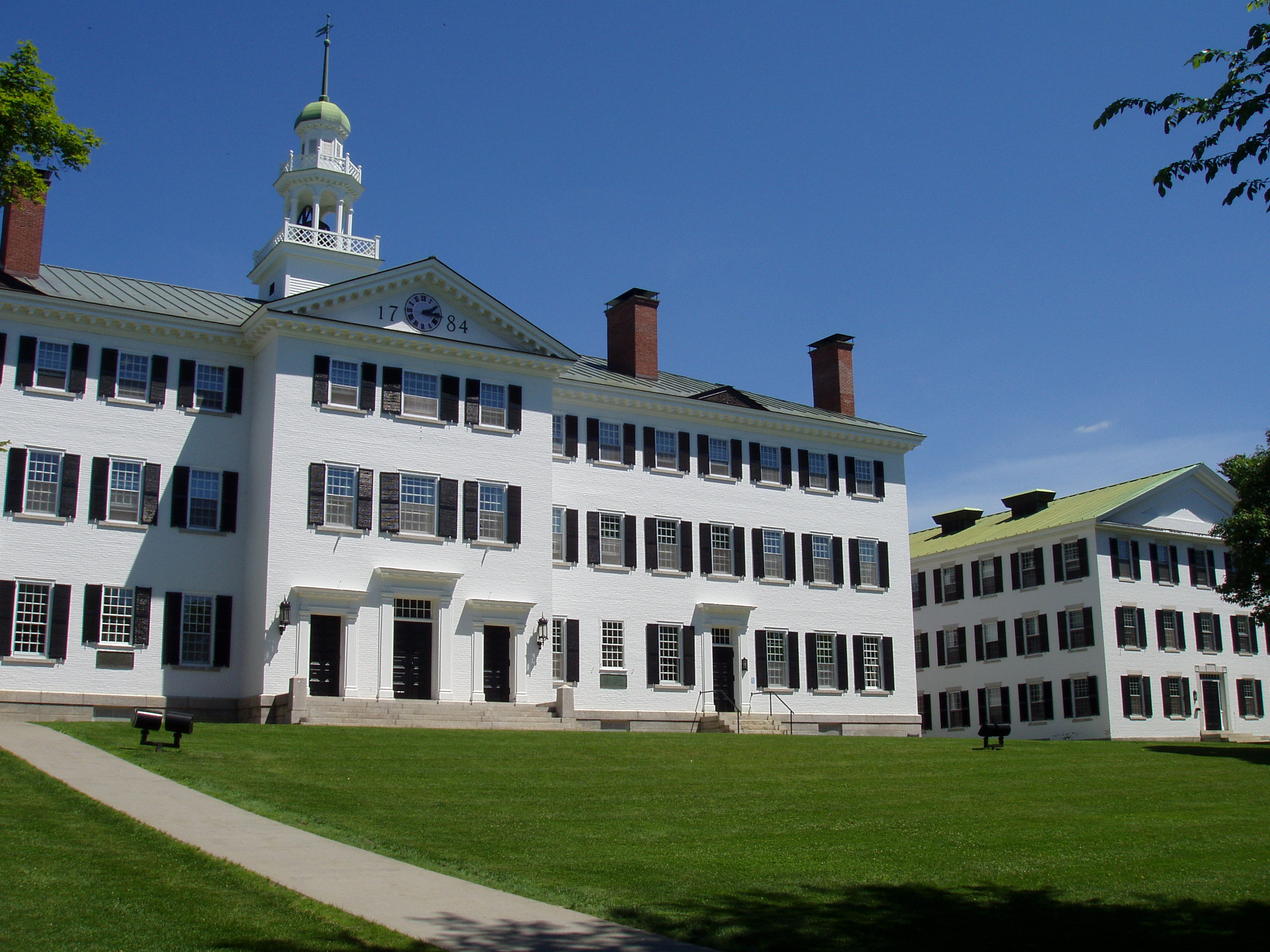
Dartmouth Hall

### 創立と功労者たち
ダートマス大学は、清教徒の聖職者 エリエザー・ウィーロックを主とする尽力と当時のニューハンプシャー教区における総督代理を務めていたジョン・ウェントワースによる援助の成果として、1769年に英国王室のキング・ジョージ3世の勅許を賜り、9つめで最後の「コロニアル・カレッジ」として作られた（アメリカ合衆国の大学全体では13番目）。
ダートマス大学の創立目的は、「インディアン部族と若き英国人、またその他の人々」に対し、キリスト教化や指導、教育などを施すことだった。ネイティブ・アメリカンの聖職者であったナサニエル・ホイッタカーとサムソン・オッカムは、北アメリカ植民地に対するキング・ジョージ3世付きの大臣といった有力な政治家の後援者と評議員による信託機関を通し、英国に属する大学に対しての出資を申し出た。この政治家たちの代表として、第2代ダートマス伯爵ウィリアム・レッグが含まれており、彼が大学の名の由来となった訳である。
この出資は、元はウィーロックによって1740年代に建設予定中であったコネティカット州の教育機関（コネティカット大学ではない）と1754年に勅許を受けた「ムーア氏によるインディアンのための慈善学校」を援助するために行われたものだが、ウィーロック自身は左記の教育機関の代わりにダートマス大学に対して出資金を利用した。
1770年から講義が開始され、1771年に初の学位認定が行われた。この学位自体は、1773年に英国本土からの公認を得ている。
一方、裏切りに落胆したサムソン・オッカムは、次にニューイングランド地域に住むネイティブ・アメリカン部族のため、ニューヨーク州北部 オナイダ郡にブラザータウン・インディアンズと呼ばれる共同体を結成した。

### 学生の受け入れ
ダートマス大学は、1972年まで男子校であったが、これ以降は女性も全日制の学生として受け入れられ、学士課程の修了も認定されるようになっている。同時に、女子学生が増えたこともあり、キャンパス内の宿泊施設（主に学生寮）を拡張することなく、年間を通して学生の増員を可能にする独自の学期制度である「D-プラン」を採用した。一年間を季節に合わせて4分割し、学生は1年生の間と2年生の夏期、それから4年生の間だけ宿泊施設に居住する必要がある。この制度は、冗談混じりに「4000人の学生を3000個のベッドに押し込むシステムだ」と評されている。ただし、学生数が増え続けているため、新しい学生寮が建造されることもあるが、D-プランの効果自体は未だに健在だ。

### 校歌
1896年、ダートマス大学の同窓生でもあるアメリカの詩人リチャード・ハーヴィの「ダートマスの男たち」が当校で作られた詩の中で最も優れたものとして選出された。この歌は、共学化に配慮してこの題名と歌詞に変更が加えられたものの、今日ではダートマス大学の校歌の役目を果たしている。

### 理事長一覧（ウィーロックの後任）
詳細は、英語版ウィキペディア内の記事『ダートマス大学理事長一覧』に譲る。
| 理事長名（ダートマス大学卒業年）                                  | 在職期間    |
| 1. エリエーザー・ウィーロック                                     | (1769–1779) |
| 2. ジョン・ウィーロック, 1771                                     | (1779–1815) |
| 3. フランシス・ブラウン, 1805                                     | (1815–1820) |
| 4. ダニエル・ダナ, 1788                                           | (1820–1821) |
| 5. ベネット・タイラー（聖職者）                                   | (1822–1828) |
| 6. ネイサン・ロード（聖職者）                                     | (1828–1863) |
| 7. アサ・ドッジ・スミス, 1830                                     | (1863–1877) |
| 8. サミュエル・コルコード・バートレット, 1836                     | (1877–1892) |
| 9. ウィリアム・ジューエット・タッカー, 1861                       | (1893–1909) |
| 10. アーネスト・フォックス・ニコールズ（外国大卒）                | (1909–1916) |
| 11. アーネスト・マーティン・ホプキンス, 1929                      | (1916–1945) |
| 12. ジョン・スローン・ディッキー, 1929                            | (1945–1970) |
| 13. ジョン・ジョージ・ケメニー, 1981（プリンストン大卒）          | (1970–1981) |
| 14. デイヴィット・トーマス・マクローリン, 1955（経営大学院）      | (1981–1987) |
| 15. ジェームス・オリバー・フリードマン, 1998（イェール大卒）      | (1987–1998) |
| 16. ジェームス・E・ライト, 1964（ウィスコンシン大マディソン校卒） | (1998–2009) |
| 17. ジム・ヨン・キム, 1982（ブラウン大学卒）                      | (2009–2012) |
| 18. フィリップ・J・ハンロン, 1967                                 | (2013– )    |

## 教育
大学院生を除くと4,078名の学部生を擁するダートマス大学は、教育機関として世界有数の入学難易度を誇る。例えば2006年度入学生 の例を挙げると、約1,000人強の定員に対して13,933名の受験生が同大学を受験し、その内の15.4％程度しか合格しなかった。ここ数年ダートマスを含むアメリカ屈指の私立名門校、アイビー・リーグ等ほぼ全てで合格率が減少しており、各校で近年歴史的最小の合格率を記録している（2020年度の場合、ダートマスの合格率は8.8%であった）。またSAT（アメリカのセンター試験のような制度）での平均点は、全ての学部において700点代前半を常に保っている。さらに、2011年度入学生の94％が出身高校を上位10％以内の成績で卒業しており、その内の半数が首席または次席の成績で卒業している。
ガイゼル医科大学院（ Geisel School of Medicine - 1797年創立）、工学部の学士課程も担当しているセイヤー工科大学院（Thayer School of Engineering - 1867年創立）、及びタック経営学大学院（Tuck School of Business - 1900年創立）に加えて、2016年、大学としては1世紀ぶりの新設となるGuarini School of Graduate and Advanced Studiesを創設した。

### 大学の評判
ダートマス大学は2007年、USニューズ&ワールド・レポート社によるアメリカ国内の大学ランキング（大学院課程を除く）でコロンビア大学やシカゴ大学と並ぶ９位にランク付けされた。しかし、ダートマス大学は学士課程（学部）を重視していることから、同大学が上記のランキング内において「研究大学（大学院重視の大学）」のカテゴリに入れられている点を不公平ではないかと疑問視する声もある。ただし、2006年度版のカーネギー教育振興財団による格付け（別称：高等教育機関分類 ）によると、ダートマス大学は、「学部生が大多数を占め、芸術と科学の分野を重視しており、研究活動が極めて盛んな大学院をも擁する国内唯一の教育機関」と分類されている。

### 大学の基本方針と理念
ダートマス大学評議会は2007年、大学運営における基本的な理念と価値観（イデオロギー）をまとめた声明を承認し、公表した。
Dartmouth College educates the most promising students and prepares them for a lifetime of learning and of responsible leadership, through a faculty dedicated to teaching and the creation of knowledge.
ダートマス大学は、教育と知識の創造に献身的に取り組む教授陣（学部）を通し、最も将来有望な学生を育てることで彼らに生涯に渡る学問と責任ある指導者としての人生を用意する。
また、ダートマス大学は、大学における基本的理念を記述した以下の6項目に従って運営される。
- 学究的な卓越性を希求し、馴れ合い文化に縛られた考え方に依存しないよう奨励する。
- 教授陣は、学生に対する教育に熱心であるのと同時に、学術面においても各自の専門分野を先導する立場であること。
- 大学における教育の質を高める際に重要である、知識の多様性を尊ぶ。
- 経済的な困難を含め、如何なる事情を抱えていようとも、卓越した人物ならば学生として受け入れる。
- 教授陣や職員及び学生間の永久不変の絆を育む。何故なら、これは高潔な文化や自立心及び信頼関係を促進し、大学関係者同士、ひいてはより広い範囲の人々に対する責任感を各人に浸透させるからである。
- 相互信頼に基づく集団内においてならば、意見の相違を巡る活発で開かれた議論を支持する。

### 学生規律
ダートマス大学には、大学内で定着したある学生規律が存在する。この規律により、全ての学生は各々の学習に責任を持つことを義務付けられている。この指針に基づく実例としては、試験に監督官が置かれなかったり、自宅で行う試験が当たり前に存在しているといった慣習が挙げられよう。この場合、学生自らが率先して「カンニングの禁止」という義務を実行に移さなければならない。
このダートマス大学における学生規律は1962年2月1日の学生総会において採択された。具体的には「大学内の全ての学術活動は、学生らの道徳（名誉）に基づいてなされる」という内容のものである。この採択によって学生らは、個人及び全体の問題として当指針を維持し、永続化する義務を負った。その一例として、上記に挙げたような学生個人がカンニングをしないと同時に、他の学生にもカンニングさせてはならないという義務等が含まれている。

### 大学評議会
ダートマス大学は、大学評議会によって運営されている。この評議会の構成員は、大学の理事長とニューハンプシャー州知事、評議会によって任命された8名の「評議会代表」、大学の同窓会組織から選任された8名の「同窓会代表」となっている。ちなみに、左記の同窓会組織は、1854年に設立された6万名を越える同窓生の代表を務める団体である。
評議員選出の過程は厳密には次のようになる。まず評議員候補の選出だが、本人による立候補だけではなく、同窓会の協議か署名によって指名されることがある。その後選挙が行われ、選挙の勝者が評議員として任命される。この際、全ての評議員による長期に渡る同意形成の末、任命が承認されることとなる。近年当選した署名候補による3名の評議員は、このようにして評議員となった。

## 施設

### 創造的な舞台芸術のためのホプキンスセンター
（英語の正式名称：Hopkins Center for the Creative and Performing Arts ）
ホプキンスセンター（通称「ホップ」）は、ダートマス大学における演劇、音楽、映画及びスタジオ・アートなどの学科が置かれている施設である。また、同施設内には木工や陶磁器、宝石細工などの製作所も置かれており、学生や教授陣であれば誰でも利用することができる。
この建築物の設計者は、高名な建築家 ウォリス・ハリスン。ハリスンはホプキンスセンターの建設にたずさわった後、同施設を原型としてマンハッタンにあるリンカーン・センターの外観を設計した。
ホプキンスセンター内には、舞台芸術のための2つの劇場と一つの大ホール（後述のロウ会館のこと）が存在する。この場所には同時に、各学生宛ての荷物が届けられる郵便受け（「ヒンマン私書箱」と呼ばれる）と学生食堂である「コートヤード・カフェ」が置かれている。
また、ホプキンスセンターの関連施設としてフード美術館とアーサー・M・ロウ会館がある。前者は閉館してしまったものを除けばアメリカ最古の美術館であり、後者は定期的に映画が上映されている施設である。これらの施設により、ニューハンプシャー州においてホプキンスセンターは、舞台芸術に関する重要な文化施設（劇場）となっている。

### 公共政策と社会科学のためのネルソン・A・ロックフェラーセンター
（英語の正式名称：Nelson A. Rockefeller Center for Public Policy and the Social Sciences ）
ネルソン・A・ロックフェラーセンターは、公共政策についての情報交換と議論を行うための施設である。1983年に開館した同施設の名称は、ダートマス大学の1930年度同窓生であるネルソン・A・ロックフェラーに敬意を表して付けられたもの。また「ロッキー」の愛称でも知られている。
ロックフェラーセンターは学生や教員及び地域住民に対し、公共政策や社会学全般に関する交流や学習の機会を提供する目的で設立された。例えば、より密な情報交換や話し合いの場を設けるため、高名な教授陣やゲストとの食事会を主催するなどしている。
センター内には、ダートマス大学における公共政策学の副専攻科が置かれており、オックスフォード大学（キーブル・カレッジ）との政治・経済学を中心とした社会学に関する学術交流の場も設けられている。また、同センターは公共政策の研究活動に携わる学生に対し、奨学金を支給している。
同施設内にあるロックフェラーセンター政策研究会（英語の正式名称：Rockefeller Center's Policy Research Shop）は、政策立案を担当する議員と法務職員の依頼に基づき、年間を通して政策研究を行う組織である。この取り組みのために同センターは、教授らの指導の下で研究を行う学生を雇用している。雇われた学生は、平均して5ページから15ページほどの報告書を作成することになる。同研究会の設立目的は、政策関連の審議に資する最新情報を提供することにある。

## エピソード
映画『アニマル・ハウス』は、ダートマス大学の社交クラブを物語の舞台としている。実際、ダートマス大学の卒業生 クリス・ミルターが脚本家として関わっていた。ミルターは、1974年に『七つ火の予言の夜』を含め、ダートマス大学の社交クラブに関するフィクションを書いているが、一応これが『アニマル・ハウス』の原作と言えるものである。CNNのインタビューにおいて、監督のジョン・ランディスは、この映画が「ミルターが実際に在籍していた社交クラブ・アルファデルタ」をモデルに制作したと発言している。関連作品『ダートマス物語』に関してインタビューを受けたミルターは、少なくても作中の一つの事件は、ダートマス大学のアルファデルタで実際に起こったものであり、作中に登場する「カワウソ」と「まだら馬」の名前は、1963年度の記念盾に書かれたアルファデルタの卒業者名簿の中にあるはずだとしている。映画自体は、オレゴン大学で撮影された。

## 著名な出身者
主要記事：en:List of Dartmouth College alumni
- ヘンリー・ポールソン：　元米国財務長官
- ティモシー・フランツ・ガイトナー：　元米国財務長官

- 武田雅俊 大阪大学名誉教授　元日本精神神経学会理事長
- ロバート・フロスト：詩人
- ネルソン・ロックフェラー：ニューヨーク州知事およびアメリカ合衆国第41代副大統領
- エドワード・ローレンツ：気象学者、元MIT教授
- エドワード・P・ストリッター：コンピュータアキテクト，モトローラ MC68000，MIPS R2000の設計者[要出典]
- ドクター・スース：作家・漫画家
- スタン・ブラッケージ：映像作家
- ルイーズ・アードリック - 作家
- サラ・ウェイン・キャリーズ：女優
- パーヴォ・リッポネン - 政治家・首相
- ジェフリー・イメルト：ゼネラル・エレクトリック会長兼CEO
- ダリル・E・グリーン：MBA　元ボーダフォンジャパンCEO　日本テレコムCEO
- ブラッド・オースマス - MLB（ヒューストン・アストロズ）などでプレーした元プロ野球選手。現デトロイト・タイガース監督。
- カイル・ヘンドリックス - MLB（シカゴ・カブス）でプレーするプロ野球選手
- マーク・ジョンソン：MLB（ニューヨーク・メッツ）などでプレーした元プロ野球選手。1999年には阪神タイガースにも在籍。
- エド・ルーカス - MLB（マイアミ・マーリンズ）でプレーしたプロ野球選手
- ジム・ヨン・キム：第14代世界銀行総裁
- ノリン・ドイル：　MBA 元欧州復興開発銀行（EBRD）第一副総裁・英国銀行協会議長
- 猪谷千春：コルティナダンペッツォオリンピックスキー男子回転銀メダリスト
- 朝河貫一：日本の歴史学者。W.J.タッカー学長時代に留学（1899年卒業）。後にイェール大学教授。
- フィル・ロード&クリス・ミラー：映画監督・脚本家・プロデューサー
- ジェームズ・ナクトウェイ：ジャーナリスト、戦場カメラマン
- スティーブ・ラッセル：コンピュータ科学者。初期のコンピュータゲームであるスペースウォー!を作成した、コンピュータゲームのパイオニア